# Tom Förster
Tom Förster (* 2. Februar 2002) ist ein deutscher Leichtathlet, der sich auf den Langstreckenlauf spezialisiert hat.

## Karriere
Bei den U20-Europameisterschaften 2021 belegte er den 13. Platz im 5000-Meter-Lauf.
2022 wurde er Deutscher Meister im 10-km-Straßenlauf.
Bei den U23-Europameisterschaften 2023 wurde er 16. über 10.000 m.
Im 10-km-Straßenlauf wurde Förster 2024 Dritter und 2025 Zweiter bei den Deutschen Meisterschaften.